# Kouvchinovo
Kouvchinovo (en russe : Кувши́ново) est une ville de l'oblast de Tver, en Russie, et le centre administratif du raïon de Kouvchinovo. Sa population s'élevait à 9 574 habitants en 2014.

## Géographie
Kouvchinovo est arrosée par la rivière Ossouga et se trouve à 106 km à l'ouest de Tver et à 256 km au nord-ouest de Moscou.

## Histoire
La première mention de Kouvchinovo remonte à 1624 : c'est alors le village de Kamenskoïe. En 1829, le comte V.P. Moussine-Pouchkine y crée une papeterie, qui est rachetée par l'industriel M. Kouvchinov au début des années 1870. En 1910, une gare ferroviaire est ouverte à proximité. Kamenskoïe accède au statut de commune urbaine en 1925. En 1938, Kamenskoïe, en tant que centre administratif de raïon, reçoit le statut de ville et le nom de Kamenka. En 1965, elle est renommée Kouvchinovo.

## Population
Recensements (*) ou estimations de la population
| 1926* | 1931  | 1939* | 1959*  | 1970*  | 1979*  |
| ----- | ----- | ----- | ------ | ------ | ------ |
| 4 097 | 4 900 | 7 909 | 13 549 | 12 963 | 13 471 |

| 1989*  | 2002*  | 2010*  | 2012  | 2013  | 2014  |
| ------ | ------ | ------ | ----- | ----- | ----- |
| 12 435 | 11 276 | 10 007 | 9 895 | 9 787 | 9 574 |